# ديفيد مورغان (أستاذ جامعي)
ديفيد مورغان (بالإنجليزية: David Morgan)‏ هو مؤرخ الفن أمريكي، ولد في 1957.